# Aphidius macrophthalmus
Aphidius macrophthalmus är en stekelart som beskrevs av Charles Thomas Brues 1933. Aphidius macrophthalmus ingår i släktet Aphidius och familjen bracksteklar. Inga underarter finns listade i Catalogue of Life.